# Theo Dobbe
Theodorus (Theo) Dobbe (Amsterdam, 19 maart 1901 - Dieren, 5 september 1944) was een leidende Nederlandse verzetsstrijder tijdens de Tweede Wereldoorlog. In 1943 werd hij hoofd van de zogenaamde 'opruimingsdienst' van de Landelijke Knokploegen, KPO.

## Groep-Dobbe 1940
Dobbe was vóór de oorlog hoofdvertegenwoordiger van een linoleumfabriek en gelovig katholiek, en ontpopte zich na de capitulatie tot een van de meest rusteloze en veelzijdige mensen in het verzet. Reeds in de zomer van 1940 pleegde hij zijn eerste verzetsdaad, door met enkele makkers, onder wie de Bussumse drogist Reeskamp, die in Friesland vanaf 1941 vooral gebruik maakte van de alias 'Harry' of 'dokter Rienstra', zijn zoon Gerard A. Reeskamp, Henry Vroom en Jan van Straelen uit de vesting Naarden  wapens, munitie en explosieven te smokkelen. Uit de actiegroep Reeskamp is de Groep-Dobbe voortgekomen. Deze verzetsgroep (in overigens wisselende samenstelling) pleegde spionage, sabotage, hielp Joodse onderduikers en werkte mee aan de verspreiding van het illegale blad Vrij Nederland.

## Acties Amsterdam 1941
Op 14 mei 1941 werd Amsterdam-Zuid opgeschrikt door een explosie: de groep-Dobbe had aan de Bernard Zweerskade een villa opgeblazen waarin Duitse officieren waren gehuisvest. Vermoedelijk vielen er geen slachtoffers, maar de schade was groot. Enkele dagen later (op 3 juni) werd echter een tweede aanslag gepleegd, ditmaal op de telefooncentrale van de Luftwaffe op Schiphol; hierbij viel een zwaargewonde. Of Dobbe hierbij was betrokken is niet bekend. Wellicht zijdelings.

## Represailles
De represaille van de Duitsers voor beide aanslagen was echter verschrikkelijk. Bij een razzia werden driehonderd Joden opgepakt en rechtstreeks naar het concentratiekamp Mauthausen gestuurd, waar zij spoedig omkwamen.
Dergelijke represailles in de vorm van vervolging van onschuldige burgers waren bijna een vaste reactie van de bezetters op verzetsdaden en zorgden voor enorme gewetenswroeging voor de illegaliteit; het weerhield de meesten er echter niet van hun strijd voort te zetten. Zo ook Dobbe en zijn makkers.

## Arrestatie en onderduik
Dobbe werd uiteindelijk door toedoen van Anton van der Waals in de val gelokt. Hij werd opgesloten in Scheveningen en later overgebracht naar een gevangenis in Utrecht, waaruit hij wist te ontsnappen. Hij moest onderduiken en vond in Friesland onderdak in een verlaten jachthuis bij Oranjewoud, niet ver van Heerenveen. Anderen voegden zich daar spoedig bij hem, zoals Gerrit Kleinveld, bekend van zijn ontsnapping uit de bunker van Kamp Amersfoort.

## Overval Joure 1942
De groep ontwikkelde er een nieuw plan: een overval op het distributiekantoor te Joure, waar bonkaarten voor de regio werden uitgegeven. Gebruik makend van de wetenschap dat zich op het kantoor onregelmatigheden hadden voorgedaan, staken Dobbe en twee medewerkers op 14 oktober 1942 zich in marechaussee-uniform en eisten de gehele bonnenvoorraad plus de bijbehorende administratie op. De 'kraak' gelukte wonderwel, de bonnen (die overigens slechts vier weken geldig waren) werden uitgezet in Amsterdam. Uiteindelijk werd een premie van 10.000 gulden uitgeloofd, voor degene die de tip kon geven die zou leiden tot de daders. 
Bij de voorbereiding waren echter te veel mensen betrokken geweest, waardoor de Sicherheitspolizei op het spoor gezet werd en de meesten werden opgepakt. Merkwaardig genoeg werden zij vrijwel ongemoeid gelaten, daar het de politie uitsluitend om Dobbe was te doen. Dobbe dook ditmaal onder bij de familie Burgers aan de Waschweg in Velp en werd niet gevonden.

## Liquidatie en executie 1944
Na een aantal maanden begaf hij zich opnieuw in het illegale werk. Begin 1944 werd hij benaderd door de leiding van de Landelijke Knokploegen om een deel van de organisatie op zich te nemen, waarvoor hij Zuid-Nederland bereisde. Met zijn eigen knokploeg hield hij zich met name bezig met de liquidatie van verraders. Zijn laatste actie op 5 september (Dolle Dinsdag) kostte hem echter in 1944 het leven. Hij probeerde de collaborateur Johnny de Droog te liquideren in opdracht van zijn omgekomen vriend Jan van Straelen en werd opgepakt. Uiteindelijk werd hij door de Duitse Sicherheitsdienst diezelfde dag op landgoed 't Hof te Dieren (Gelderland) doodgeschoten. Daarmee was de hele groep uit Bussum uitgeschakeld.
Bij Koninklijk Besluit nr. 21 van 11 september 1951 werd hij postuum bijgeschreven in het register van de Militaire Willems-Orde, en werd hem het Ridderkruis 4e klasse toegekend voor zijn daden tijdens de Tweede Wereldoorlog. In Amsterdam is de Theodorus Dobbestraat naar hem vernoemd, in Velp de Theodorus Dobbeweg en in Lent (Nijmegen) de Theo Dobbestraat. 
De jezuïet Jan ten Berge, die betrokken was bij het werk van de groep, schreef na de oorlog aan de weduwe van Theo Dobbe een toen gepubliceerde condoleancebrief.